# Pelecopsis alpica
Espèce
Pelecopsis alpica est une espèce d'araignées aranéomorphes de la famille des Linyphiidae.

## Distribution
Cette espèce se rencontre en Autriche, en Suisse et en Italie.

## Description
Le mâle holotype mesure 1,4 mm et la femelle paratype 1,7 mm.

## Étymologie
Son nom d'espèce lui a été donné en référence au lieu de sa découverte, les Alpes.

## Publication originale
- Thaler, 1991 : Über wenig bekannte Zwergspinnen aus den Alpen-VIII (Arachnida: Aranei, Linyphiidae: Erigoninae). Revue Suisse de Zoologie, vol. 98, p. 165-184 (texte intégral).